# Сушильный шкаф
Сушильный шкаф или Сушильный бокс — лабораторный прибор для определения содержания влаги и других жидкостей в веществах. Оборудован нагревателем, прибором контроля температуры, терморегулятором, вентилятором. Некоторые модели могут применяться для стерилизации и вакуум-сушки. Могут быть оборудованы электронным управлением. Количество влаги в веществе определяется разницей в первоначальном образце и в сухом остатке.

## Сушильный шкаф для одежды и обуви
Для сушки промокшей и влажной одежды используются в производственных и бытовых домашних условиях сушильные шкафы оборудованные подогревом и вентиляцией.

## Сушильный шкаф кулинарный

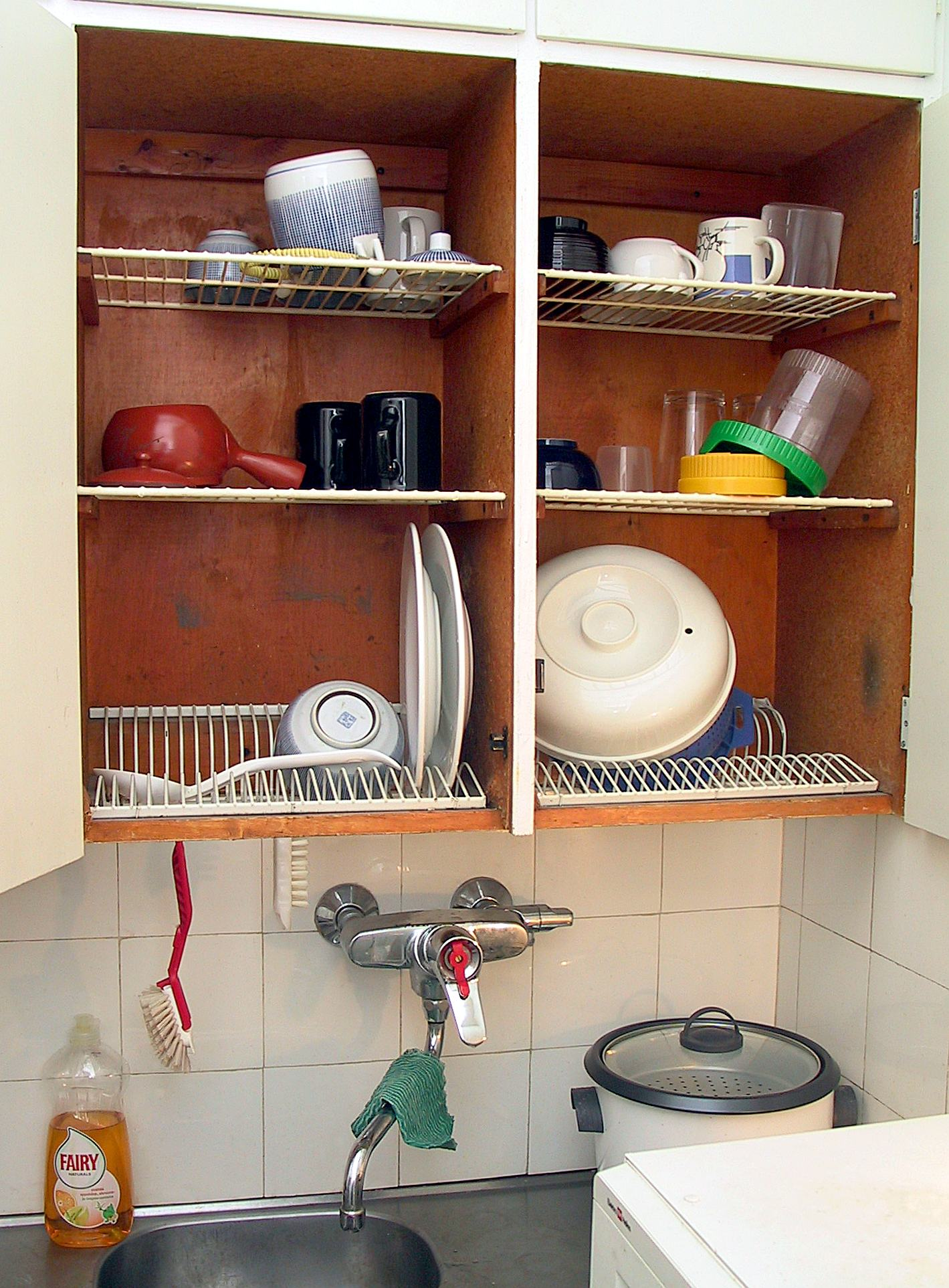
Широкий сушильный шкаф

Применяется для в кулинарии для сушки заготовок: фруктов, овощей, ягод, грибов, зелени, рыбы и т.д.

## Кухонный шкаф для посуды
Сушильный шкаф (также сушилка для посуды) — предмет современной кухонной мебели, предназначенный для стекания воды с вымытой посуды и естественной сушки. 
Современные модели сушильного шкафа восходят к концепции финской изобретательницы Майю Гебхард и представляют собой настенный висячий шкаф без нижней поверхности, внутри которого располагается одна или несколько решёток разной формы для разных типов посуды. Промышленное производство сушильных шкафов было начато компанией Enso-Gutzeit в 1948 году.